# Хајдук Вељко (стрип)
Хајдук Вељко је српски стрипски серијал чији је стваралац био сценариста и цртач Живорад Атанацковић. Изворно је објављиван 1966. у облику свезака у едицијама Никад робом, у продукцији и издању горњомилановачког издавача Дечје новине. 
Тема стрипа је романсирана биографија најпопуларнијег српског војсковође из Првог српског устанка, Хајдук Вељка Петровића.

## Стрипографија
1. Хајдук Вељко, „Никад робом“ бр. 32
2. Хајдук Вељко , „Никад робом“ бр. 37
3. Хајдук Вељко , „Никад робом“ бр. 52
4. Хајдук Вељко у Поречу, „Никад робом“ бр. 66